# Albany Skate Track
Albany Skate Track(även känt som Albany Snake Run och The Snake Run) har ansetts som världens första föreningsgrundade skateboardbana, och den första att kallas snake run. Den är belägen i Albany, Western Australia.

## Beskrivning
Banan invigdes officiellt i februari 1976 av skateboardlegenden Russ Howell. Den är byggd i betong och har en längd på 140 meter. Vid anläggandet kallades den inte för skateboardpark och betraktas inte som den första skateboardparken i världen, då den enbart består av en snakerun och inte flera objekt, vilket är vad som utmärker en skateboardpark. Initiativ till banan togs av skateboardintresserade killar i tretton- till sjuttonårsåldern. Med en insamling, startad 1975, lyckades de få ihop 3 000 dollar, vilket påverkade en enskild donator till ett ytterligare bidrag på 10 000 dollar. Summan kom att utgöra finansiering för byggnationen.
I februari 2016 blev den kulturarvslistad. Något som bara tre skateboardparker i världen är.

## Bilder från ett 40-årsjubileum av banan, februari 2016

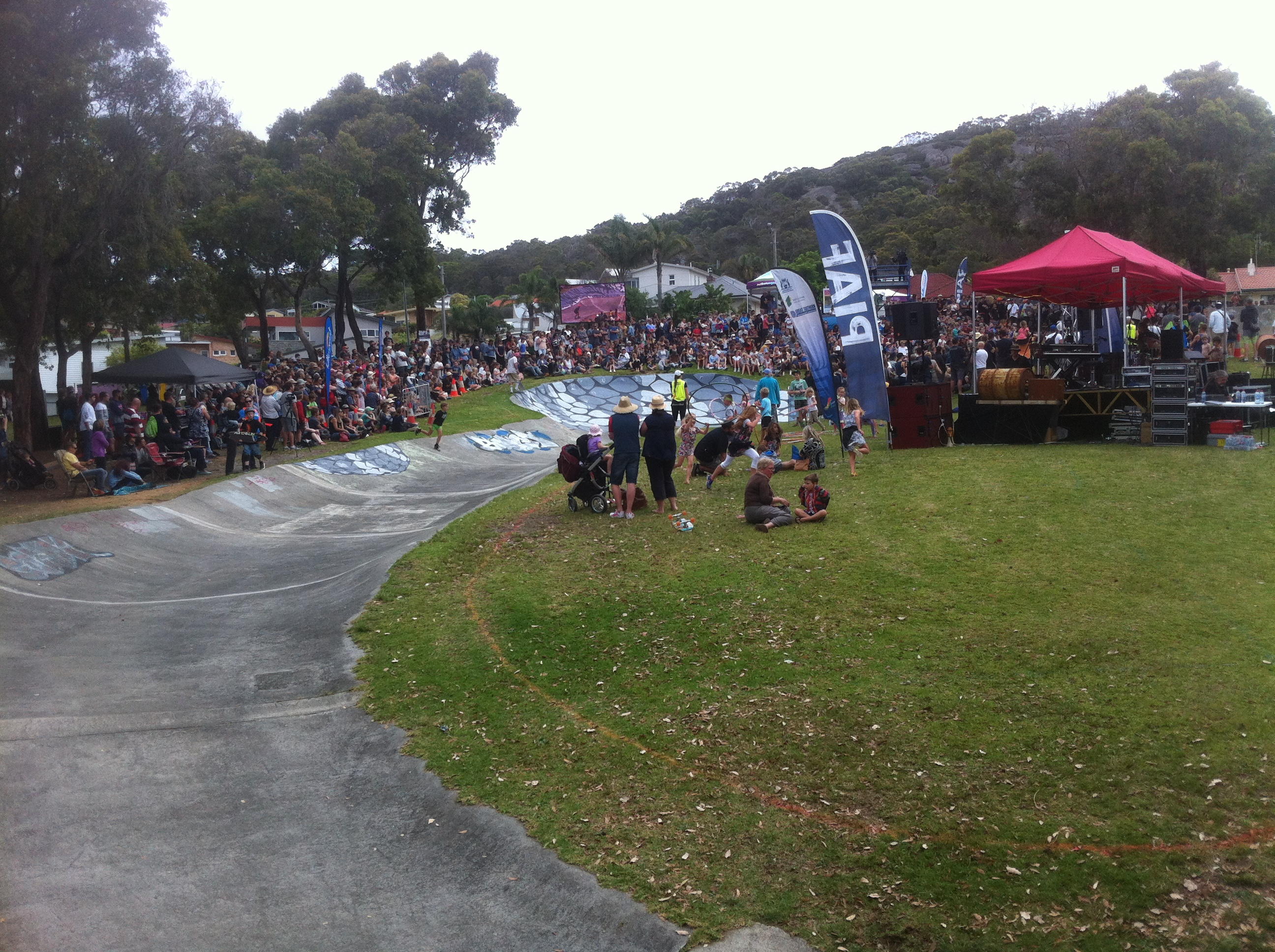
Nedre delen
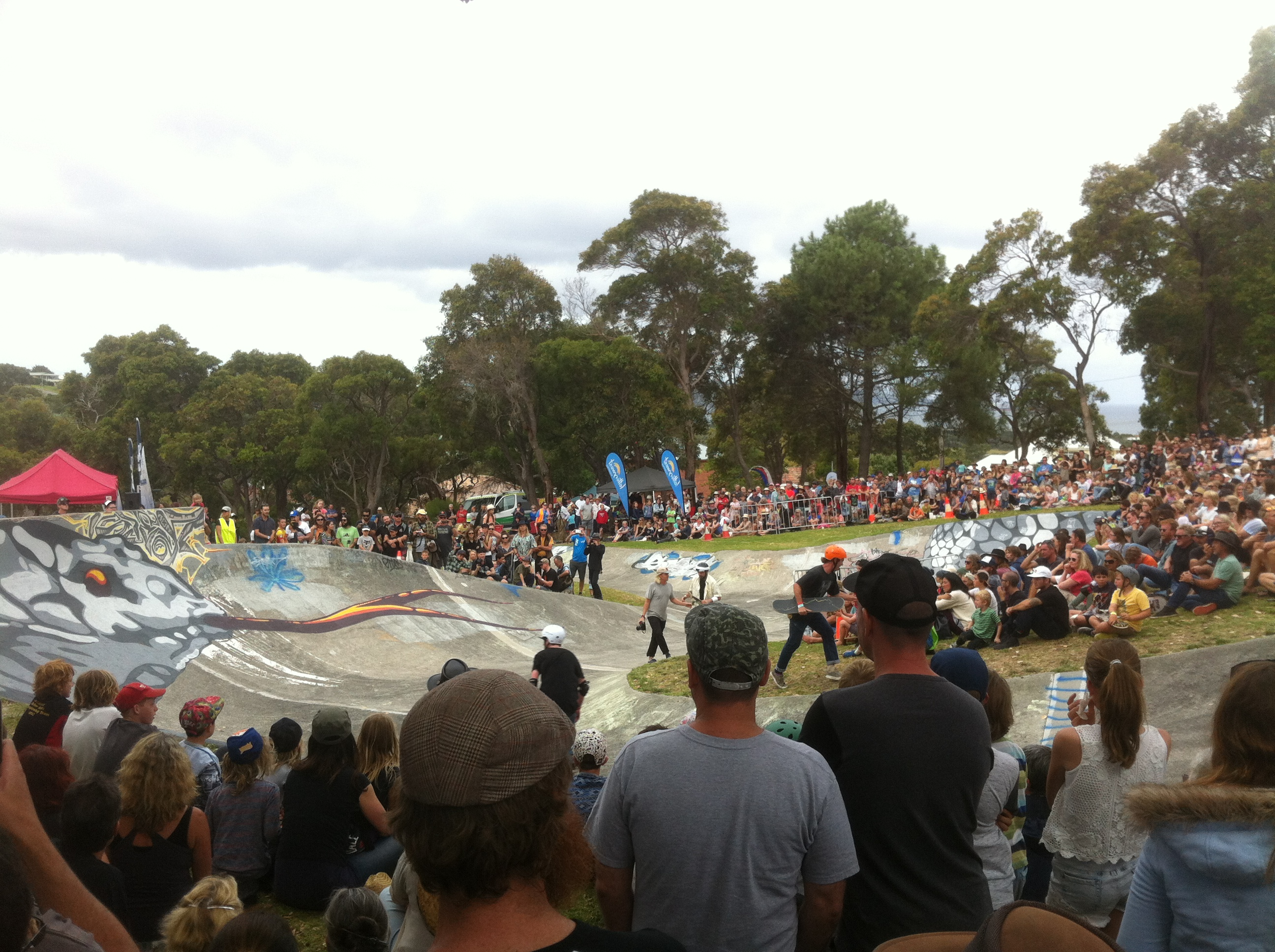
Övre delen
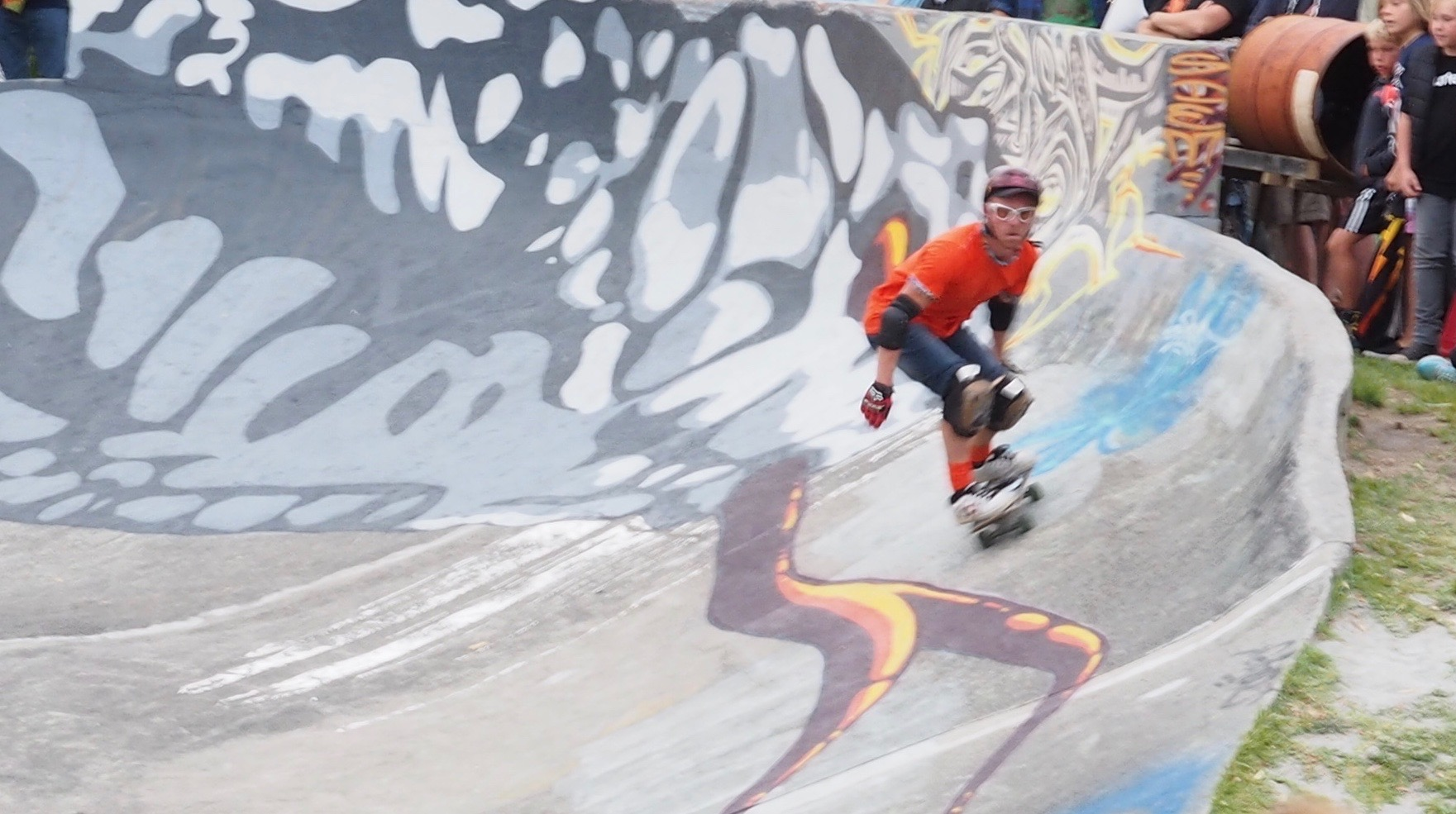
Skejtare i banan.